# New York City FC
Der New York City Football Club, kurz New York City FC oder einfach nur NYCFC, ist ein Franchise der Profifußball-Liga Major League Soccer (MLS) aus New York City im gleichnamigen Bundesstaat. Es wurde 2013 gegründet und nimmt seit 2015 am Spielbetrieb der Major League Soccer (MLS) teil.
Initiatoren und Eigentümer sind die City Football Group (als Mehrheitseigner) und die New York Yankees (als Minderheitseigner). Neben den New York Red Bulls, die im benachbarten Harrison im Bundesstaat New Jersey beheimatet sind, ist es das zweite Team aus der New York Metropolitan Area, das an der MLS teilnimmt.

## Geschichte
Don Garber, der Commissioner der MLS, hatte bereits 2010 erklärt, ein zwanzigstes Team in den Spielbetrieb aufnehmen und dieses in New York City ansiedeln zu wollen. Außerdem war er sehr daran interessiert, große europäische Vereine als Investoren gewinnen zu können. Zu den potentiellen Kandidaten wurde unter anderem eine Neugründung der legendären New York Cosmos gezählt. So wurde mit dem Besitzer der New York Mets, Fred Wilpon, und den Besitzern der New York Cosmos gesprochen. Nach einem Skandal um den ehemaligen Chef der NASDAQ, Bernard Madoff, zog sich Wilpon aus der Diskussion um ein eigenes Franchise in der MLS jedoch zurück.
Garber hatte bereits 2008 Kontakt zum FC Barcelona aufgenommen um für die Unterstützung eines Teams aus Miami zu werben. Dieses ließ sich jedoch nicht realisieren. Als der damalige Vizepräsident, Ferran Soriano, zu Manchester City wechselte, versuchte Garber Manchester zu einer Übernahme zu bewegen – was mit Erfolg gelang. So übernahm Soriano vorläufig auch den CEO-Posten beim neuen Franchise.
Den Zuschlag erhielt am 21. Mai 2013 der NYCFC. Die Franchisenehmer bezahlten eine Gebühr von 100 Millionen US-Dollar an die MLS. Zuvor wurde der New York City Football Club, LLC am 7. Mai 2013 offiziell im Handelsregister eingetragen.

### Erste Saison (2015)
Im Rahmen der Vorbereitung auf die erste Saison der New Yorker spielte die Mannschaft ihr erstes Spiel am 1. Februar 2015 gegen Jacksonville Armada. Das Spiel endete 2:1 für den MLS-Neuling. Es folgten weitere Testspiele u. a. gegen den schottischen Fußballklub FC St. Mirren und den dänischen Erstligisten Brøndby IF. Beim Carolina Challenge Cup, einem traditionellen Turnier, welches jedes Jahr vor Saisonbeginn ausgetragen wird, erreichte das Team den zweiten Platz.
Am 8. März 2015 gab die Mannschaft ihr Debüt in der MLS. Hier kam es zum Aufeinandertreffen mit Orlando City, das ebenfalls neu in der Liga ist. Das Spiel endete 1:1. Erster Torschütze für die New Yorker war Mikkel Diskerud. Das Spiel fand im Citrus Bowl in Orlando statt und erreichte mit 62.510 Zuschauern die zweithöchste Zuschauerkulisse bei einem Premierenspiel der MLS.
Seinen ersten Sieg feierte der NYCFC beim ersten Ligaheimspiel am 15. März 2015 gegen New England Revolution aus Foxborough. Das Spiel endete 2:0. Im Lamar Hunt U.S. Open Cup 2015 schied die Mannschaft in der vierten Runde gegen New York Cosmos aus. Das Spiel endete im Elfmeterschießen mit 4:3.
Der NYCFC erreichte in der Saison 2015 nur den 8. Platz in der Eastern Conference der MLS. Damit konnte man sich nicht für die Play-offs qualifizieren. Als Konsequenz wurde Trainer Jason Kreis entlassen.

### Zweite Saison (2016)
Zur Saison 2016 übernahm der Franzose Patrick Vieira das Team. Ihm zur Seite wurde der Spanier Javier Perez als Assistenztrainer gestellt. Dieser betreute bereits verschiedene Jugendnationalmannschaften der USA. Das erste Spiel konnte das Team mit 4:3 auswärts gegen Chicago Fire gewinnen. Dieser Trend setzte sich in ersten Spielen erst einmal nicht fort. Trotzdem konnte die Mannschaft die Regular Season auf dem 2. Platz in der Eastern Conference abschließen, da es im späteren Verlauf der Saison immer wieder Siegesserien gab. In den Play-offs traf man im Conference Halbfinale auf den Toronto FC. Nach zwei Niederlagen schieden die New Yorker mit insgesamt 7:0 aus. Im US Open Cup verlor man in der 4. Runde gegen New York Cosmos.

## Stadion
- Yankee Stadium; New York City, New York (2015- )

Seit Beginn der Saison 2015 und ihrem Einzug in die MLS spielt das Team seine Heimspiele im Yankee Stadium in der Bronx. Ein eigenes Stadion für den NYCFC soll im New Yorker Stadtteil Queens gebaut werden. Im November 2022 verkündete der New Yorker Bürgermeister Eric Adams den Bau eines eigenen Fußballstadions mit 25.000 Sitzen in Willets Point, einer wenig bewohnten Industriegegend im New Yorker Stadtteil Queens, an. Das Stadion wird in unmittelbarer Nähe des Citi Field und des Flushing Meadows Corona Park gebaut und soll bis 2027 bezugsfertig sein.

## Organisation

### Eigentümer und Management
Haupteigentümer ist mit einem Anteil von 80 % die City Football Group. Das englisch-arabische Unternehmen ist eine Tochterfirma der Abu Dhabi United Group und auch Besitzer des englischen Fußballklubs Manchester City. Des Weiteren gehören weitere Fußballmannschaften zu diesem Unternehmen. Vorstandsvorsitzender der Gruppe ist Mansour bin Zayed Al Nahyan.
Die restlichen 20 % am NYCFC hält das US-amerikanische Unternehmen Yankee Global Enterprises, welches Besitzer der in der Major League Baseball spielenden Baseballmannschaft New York Yankees ist. Besitzer sind die Nachkommen von George Steinbrenner, Hal und Hank Steinbrenner.
Der Chief Executive Officer des NYCFC ist der Spanier Ferran Soriano. Er leitet als Verantwortlicher CEO auch die Klubs Manchester City und Melbourne City FC. Am 6. September wurde der ehemalige Direktor der Leichtathletikabteilung der Rutgers University, Tim Pernetti, als Chief Business Officer verpflichtet. Vorher war er in verschiedenen administrativen Positionen bei einigen Fernsehsendern tätig.

### Sponsoren
Am 13. November 2014 wurde die Fluglinie Etihad Airways als Trikotsponsor der Mannschaft vorgestellt. Ausrüster ist das Unternehmen Adidas. Die Brauerei Heineken wurde als zweiter Hauptsponsor vorgestellt.

### Medien
Am 3. Oktober 2013 konnte mit der New Yorker Radiostation WFAN (AM) der erste Medienpartner gefunden werden. Am 18. Dezember 2014 wurde bestätigt, dass alle Heim- und Auswärtsspiele der New Yorker über das YES Network ausgestrahlt werden.

### Partner
Neben den Mannschaften der City Football Group besteht seit Anfang der Saison 2015 eine Partnerschaft mit dem United-Soccer-League-Franchise Wilmington Hammerheads. Diese läuft im Rahmen der MLS-USL Vereinbarungen. Der NYCFC hat hier die Möglichkeit Spieler kurz- oder langfristig während einer Saison an den Drittligisten auszuleihen.

## Fangruppen und Rivalen

### Fans
Im März 2014 gründete sich der erste Fanclub der Mannschaft unter dem Namen The Third Rail. Im 20. September 2014 hatte der Fanclub bereits 1000 Mitglieder, obwohl die Mannschaft noch nicht am Spielbetrieb der MLS teilnahm. The Third Rail hat im Yankee Stadium exklusiven Zugang zu zwei Blöcken.
Des Weiteren konnte der NYCFC in seiner ersten Saison bereits rund 14.000 Dauerkarten absetzen.

### Rivalen
Geographisch sind die New York Red Bulls die nächsten Rivalen. Traditionell haben Mannschaften aus New York auch Rivalitäten zu Teams aus den Großräumen Washington, D.C., Philadelphia und Boston.

## Jugend und Spielerentwicklung

### New York City FC Academy
Die Jugendarbeit des Franchises wird in der New York City FC Academy zusammengefasst. Eine eigene Spielerentwicklungsstruktur, wie bei anderen MLS-Klubs, existiert noch nicht. Der NYCFC hat insgesamt 11 Partnerklubs, in denen junge Spieler ausgebildet werden können. Daneben werden sogenannte Soccer Festivals und Talent Centers veranstaltet, wo die besten Spieler der jeweiligen Jahrgänge vorspielen können. Die Partnerjugendmannschaften spielen in der neugeschaffenen NYCFC Affiliate Development League. Des Weiteren arbeitet die NYCFC Academy mit Manchester City Academy und den Wilmington Hammerheads zusammen. Hier können Spieler ausgetauscht werden.

## Spieler und Mitarbeiter

### Aktueller Kader
Stand: 4. Januar 2025
| Nr.        | Nat.          | Name                  | Geburtstag    | im Verein seit | MLS Spielerstatus |
| Tor        | Tor           | Tor                   | Tor           | Tor            | Tor               |
| ---------- | ------------- | --------------------- | ------------- | -------------- | ----------------- |
| 30         | Salvadorianer | Tomás Romero          | 19. Dez. 2000 | 2024           | HGP               |
| 44         | US-Amerikaner | Alex Rando            | 15. Apr. 2001 | 2024           |                   |
| 49         | US-Amerikaner | Matt Freese           | 2. Sep. 1998  | 2023           | HGP               |
| Abwehr     |               |                       |               |                |                   |
| 05         | Norweger      | Birk Risa             | 13. Feb. 1998 | 2023           | IP                |
| 12         | Serbe         | Strahinja Tanasujević | 11. Feb. 1998 | 2024           |                   |
| 13         | Brasilianer   | Thiago Martins        | 17. März 1995 | 2022           | IP, DP            |
| 18         | Engländer     | Christian McFarlane   | 25. Jan. 2007 | 2021           | HGP               |
| 22         | US-Amerikaner | Kevin O’Toole         | 14. Dez. 1998 | 2022           |                   |
| 24         | Jamaikaner    | Tayvon Gray           | 19. Aug. 2002 | 2019           | HGP               |
| 35         | Slowene       | Mitja Ilenič          | 26. Dez. 2004 | 2023           | IP                |
| 38         | US-Amerika    | Drew Baiera           | 28. Feb. 2007 | 2023           |                   |
| Mittelfeld |               |                       |               |                |                   |
| 08         | US-Amerikaner | Andrés Perea          | 14. Nov. 2000 | 2024           |                   |
| 10         | Uruguayer     | Santiago Rodríguez    | 8. Jan. 2000  | 2023           | YDP               |
| 29         | US-Amerikaner | Máximo Carrizo        | 28. Feb. 2008 | 2022           | HGP               |
| 32         | US-Amerikaner | Jonathan Shore        | 13. Apr. 2007 | 2023           |                   |
| 55         | US-Amerikaner | Keaton Parks          | 6. Aug. 1997  | 2020           |                   |
| 80         | US-Amerikaner | Justin Haak           | 12. Sep. 2001 | 2019           | HGP               |
| Sturm      |               |                       |               |                |                   |
| 07         | Serbe         | Jovan Mijatović       | 11. Juli 2005 | 2024           |                   |
| 09         | Algerier      | Monsef Bakrar         | 13. Jan. 2001 | 2023           | IP, U22I          |
| 11         | Argentinier   | Julián Fernández      | 30. Jan. 2004 | 2023           | IP, U22I          |
| 16         | Costa Ricaner | Alonso Martínez       | 15. Okt. 1998 | 2023           | IP                |
| 17         | Österreicher  | Hannes Wolf           | 16. Apr. 1999 | 2024           |                   |
| 26         | US-Amerikaner | Augustín Ojeda        | 19. Juni 2004 | 2024           |                   |
| 36         | Chilene       | Zidane Yañez          | 26. Jan. 2008 | 2023           |                   |
| 88         | Sierra Leoner | Malachi Jones         | 23. Sep. 2003 | 2023           |                   |

### Mitarbeiter
Stand: 26. Juli 2022
- Nick Cushing – Interimstrainer
- Rob Vartughian – Assistenztrainer
- Mehdi Ballouchy – Assistenztrainer

## Erfolge
- MLS Cup
  - Sieger (1): 2021

- MLS Eastern Conference
  - Sieger (Playoff) (1): 2021
  - Sieger (Regular Season) (1): 2019

- Campeones Cup: 2022

## Statistiken

### Saisonbilanz
| Saison | Regular Season  | Play-offs             | Lamar Hunt U.S. Open Cup            | CONCACAF Champions League |
| ------ | --------------- | --------------------- | ----------------------------------- | ------------------------- |
| 2015   | 8. Platz, East  | nicht qualifiziert    | 4. Runde                            | nicht qualifiziert        |
| 2016   | 2. Platz, East  | Conference-Halbfinale | 4. Runde                            | nicht qualifiziert        |
| 2017   | 2. Platz, East  | Conference-Halbfinale | 4. Runde                            | nicht qualifiziert        |
| 2018   | 3. Platz, East  | Conference-Halbfinale | 4. Runde                            | nicht qualifiziert        |
| 2019   | 1. Platz, East  | Conference-Halbfinale | Viertelfinale                       | nicht qualifiziert        |
| 2020   | 5. Platz, East  | Knockout round        | Ausfall wegen der COVID-19-Pandemie | Viertelfinale             |
| 2021   | 4. Platz, East  | Meister               | Ausfall wegen der COVID-19-Pandemie | nicht qualifiziert        |
| 2022   | 3. Platz, East  | Halbfinale            | Viertelfinale                       | Halbfinale                |
| 2023   | 11. Platz, East | nicht qualifiziert    | Schzehntelfinale                    | nicht qualifiziert        |

### Spielerstatistiken
Stand: 24. November 2018
- Meiste Spiele:  David Villa (126)
- Meiste Tore:  David Villa (80)